# Mihály Matura
Mihály Matura (ur. 9 kwietnia 1900 w Budapeszcie, zm. 8 sierpnia 1975 tamże) – węgierski zapaśnik walczący w stylu klasycznym. Olimpijczyk z Paryża 1924, gdzie zajął piąte miejsce w wadze lekkiej.
Brązowy medalista mistrzostw Europy w 1925 i 1926 roku.

## Letnie Igrzyska Olimpijskie 1924
| Konkurencja | Eliminacje           | Eliminacje           | Eliminacje             | Eliminacje             | Eliminacje            | Klas. końcowa |
| Konkurencja | Przeciwnik I         | Przeciwnik II        | Przeciwnik III         | Przeciwnik IV          | Przeciwnik V          | Miejsce       |
| ----------- | -------------------- | -------------------- | ---------------------- | ---------------------- | --------------------- | ------------- |
| 67,5 kg     | Ludwig Sesta (AUT) Z | Paul Parisel (FRA) Z | Otto Borgström (SWE) Z | Albert Kusnets (EST) P | Oskari Friman (FIN) P | 5.            |